# Интернет на Тайване
Проникновение интернета на Тайване составляет 70 %, что соответствует четвёртому месту в Азии (2011), 75 % (2012).
Широкополосный интернет стал осваиваться с 2000 года, и к 2012 году число абонентов достигло 5,7 млн. Число пользователей мобильного интернета составляет 21,8 млн абонентов. В 2011 году число абонентов FTTx превысило число абонентов xDSL.